# Rho1 Sagittarii
Rho1 Sagittarii (ρ1 Sagittarii, ρ1 Sgr) 1 è una stella nella costellazione del Sagittario di magnitudine apparente +3,94. Condivide la lettera greca "Rho" della designazione di Bayer con Rho2 Sagittarii, visivamente vicina in cielo ma con la quale non esiste nessuna relazione fisica. Dista 127 anni luce dal sistema solare.

## Osservazione
Si tratta di una stella situata nell'emisfero celeste australe, ma di bassa declinazione: ciò comporta che possa essere osservata da tutte le regioni abitate della Terra senza alcuna difficoltà e che sia invisibile soltanto a alte latitudini. Nell'emisfero sud invece appare circumpolare solo nel continente antartico. Data la sua magnitudine pari a 3,94, la si può osservare anche dai piccoli centri urbani senza difficoltà, sebbene un cielo non eccessivamente inquinato sia maggiormente indicato per la sua individuazione.

## Caratteristiche fisiche
Rho1 Sagittarii è una subgigante di tipo spettrale A9IV, avente una temperatura superficiale di 7560 K. Il suo raggio è 3,1 volte quello del Sole, la massa quasi il doppio ed è 34 volte più luminosa della nostra stella. È una variabile del tipo Delta Scuti, una delle più brillanti di questo gruppo; la sua variazione di luminosità è di 0,02 magnitudini in un periodo di poco più di un'ora.

## Occultazioni
Per la sua posizione prossima all'eclittica, tale stella è talvolta soggetta ad occultazioni da parte della Luna e, più raramente, dei pianeti, generalmente quelli interni.
L'ultima occultazione lunare di ρ1 Sagittarii è avvenuta il 14 settembre 2013..